# Zinal
Zinal (toponimo francese) è località turistica e una frazione di 250 abitanti del comune svizzero di Anniviers, nel Canton Vallese (distretto di Sierre).

## Geografia fisica
Zinal è situato nella valle omonima, al fondo della Val d'Anniviers; sorge a 1 670 m s.l.m., ai piedi del monte Weisshorn.

## Storia
È stata una frazione di Ayer fino al 2009, quando Ayer è stato accorpato agli altri comuni soppressi di Chandolin, Grimentz, Saint-Jean, Saint-Luc e Vissoie per formare il nuovo comune di Anniviers.

## Monumenti e luoghi d'interesse
- Cappella cattolica di San Bartolomeo, attestata dal 1515 e ricostruita nel 1899[1].

## Società

### Evoluzione demografica
L'evoluzione demografica è riportata nella seguente tabella:
Abitanti censiti

## Economia
Zinal è una rinomata località turistica (stazione sciistica, escursionismo, alpinismo) sviluppatasi a partire dagli anni 1850.

## Sport

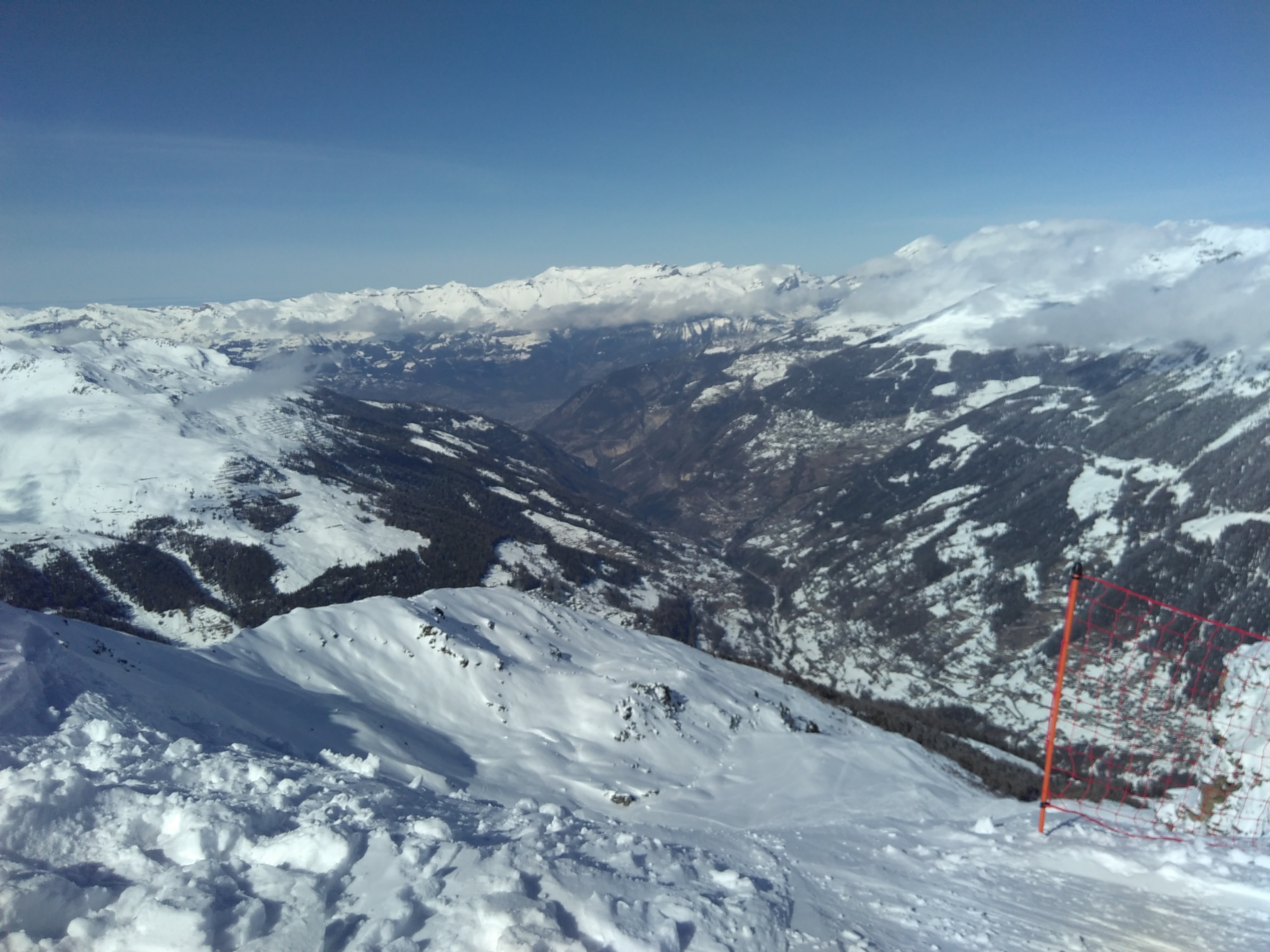
Le piste di Zinal

Zinal, specializzato nello sci alpino, ha ospitato tra l'altro una tappa della Coppa del Mondo 1988, diverse tappe della Coppa Europa, i Mondiali juniores 1990 e i Campionati svizzeri 2010.
Per l'atletica, ospita dal 1974 la gara di corsa in montagna Sierre-Zinal, detta anche "Corsa dei Cinque 4000" perché lungo il percorso della corsa sono visibili le vette Weisshorn, Zinalrothorn, Obergabelhorn, Cervino e Dent Blanche; per il ciclismo, è stata arrivo di una tappa del Giro di Romandia 2008. La località è interessata dal percorso escursionistico del Tour del Cervino.